# قلعة أبسردة (همت أباد)
قلعة أبسردة (بالفارسية: قلعه آبسرده) هي مستوطنة تقع في إيران في قسم همت أباد الريفي. يقدر عدد سكانها بـ 101 نسمة .